# Rauer Schachtelhalm
Beim Rauen Schachtelhalm (Equisetum ×trachyodon A.Braun) handelt es sich um eine Hybride zwischen Equisetum hyemale und Equisetum variegatum aus der Gattung Schachtelhalme (Equisetum) innerhalb der Familie der Schachtelhalmgewächse (Equisetaceae). Er ist auf der Nordhalbkugel von Europa über Grönland bis Nordamerika verbreitet.

## Beschreibung

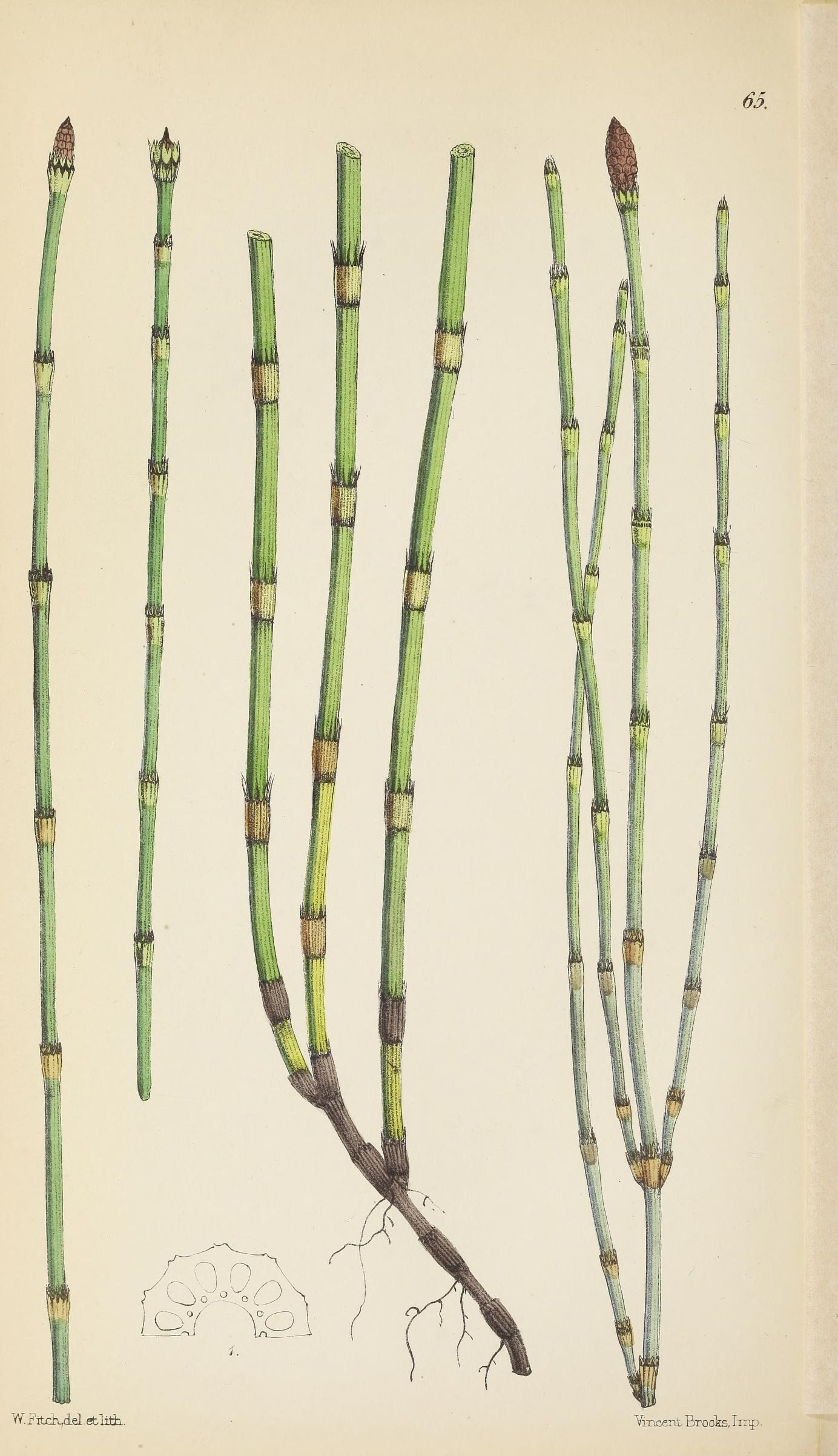
Illustration

Der Raue Schachtelhalm wächst als ausdauernde krautige Pflanze. Sporentragende und nicht sporentragende Sprosse sind gleichgestaltet. Die Sprossachsen erreichen eine Länge von 20, selten bis zu 100 Zentimetern und sind 3 bis 4 Millimeter dick und auch im Winter grün. Die Sprosse sind nur an der Basis verzweigt, sehr rau und haben 7 bis 14 Rippen. Die Zentralhöhle des Sprosse hat eine Breite von 1/4 bis 1/3 des Durchmessers. Die Blattscheiden haben einen schwach ausgeprägten Knorpelwulst am oberen Rand, sind oft einfarbig schwarz und haben weiß-hautrandige, schwarze Zähne, die aufgrund von dornen- oder hakenförmigen Silikatauflagerungen auf dem Rücken rau erscheinen. Diese Scheiden sind anliegend und bis 8 Millimeter lang. Die Zähne der Blattscheiden sind mehr als dreimal so lang wie breit und in eine fast grannenartige Spitze ausgezogen. Die Sporangienähre ist spitz.
Die Sporen sind abortiert.

## Ökologie
Der Raue Schachtelhalm ist ein Rhizom-Chamaephyt.

## Vorkommen und Gefährdung
Es gibt Fundortangaben für Skandinavien, das Vereinigte Königreich, Irland, Spanien, Frankreich, Deutschland, Österreich, die Schweiz, Estland, Lettland, Ungarn, den europäischen Teil Russlands, Grönland, Alaska, Kanada und die Vereinigten Staaten.
Der Raue Schachtelhalm wächst in Mitteleuropa in lockeren bis mäßig dichten Herden an lichtreichen bis schwach beschatteten, frischen (bis feuchten), auch zeitweise überfluteten, sandig-kiesigen bis schluffigen, kalkreichen, basischen, doch nährstoffarmen Standorten in Pioniergesellschaften, in Kiesgruben, in lückigen Pfeifengraswiesen, auch in lichten Ufergebüschen oder zwischen Steinpackungen der Dämme. Er ist pflanzensoziologisch im Oberrheingebiet eine Charakterart des Cirsio-Molinietum aus dem Verband Molinion caeruleae, kommt aber auch in Pflanzengesellschaften des Verbands Caricion bicoloris-atrofuscae vor.
Die ökologischen Zeigerwerte nach Landolt et al. 2010 sind in der Schweiz: Feuchtezahl F = 4w+ (sehr feucht aber stark wechselnd), Lichtzahl L = 3 (halbschattig), Reaktionszahl R = 4 (neutral bis basisch), Temperaturzahl T = 4 (kollin), Nährstoffzahl N = 2 (nährstoffarm), Kontinentalitätszahl K = 2 (subozeanisch).
Der Raue Schachtelhalm ist bedroht durch Intensivierung und das Verschwinden von Pfeifengraswiesen. Er ist jedoch recht pionierfreudig und kann Störungen dadurch gut überstehen, dass Tochterpflanzen rasch neue Bestände aufbauen können. Im Gegensatz zum Bunten Schachtelhalm kann er Austrocknung des Standorts recht gut ertragen. Auch extreme Standorte wie Ufermauern können besiedelt werden.

## Taxonomie
Die Erstbeschreibung erfolgte 1839 unter dem Namen Equisetum trachyodon durch Alexander Braun in Flora; oder (allgemeine) botanische Zeitung Band 22, S. 305 als erstbeschrieben. Ein Synonym für Equisetum trachyodon ist Equisetum hyemale var. trachyodon (A.Braun) Döll. Der Raue Schachtelhalm (Equisetum ×trachyodon) ist eine Hybride zwischen dem Winter-Schachtelhalm (Equisetum hyemale) und dem Bunten Schachtelhalm (Equisetum variegatum).